# Escueillens-et-Saint-Just-de-Bélengard
Escueillens-et-Saint-Just-de-Bélengard település Franciaországban, Aude megyében. Lakosainak száma 151 fő (2022. január 1.). Escueillens-et-Saint-Just-de-Bélengard Bellegarde-du-Razès, Hounoux, Lignairolles, Montgradail, Monthaut, Peyrefitte-du-Razès, Saint-Gaudéric, Seignalens és Val-de-Lambronne községekkel határos.

## Népesség
A település népessége az elmúlt években az alábbi módon változott:
| Lakosok száma | 168  | 140  | 140  | 183  | 170  | 163  | 156  | 148  | 146  | 151  |
|               | 1975 | 1990 | 1999 | 2011 | 2013 | 2016 | 2017 | 2019 | 2020 | 2022 |